# Zenting
Zenting è un comune tedesco di 1 150 abitanti, situato nel land della Baviera.